# Madama Lucrezia

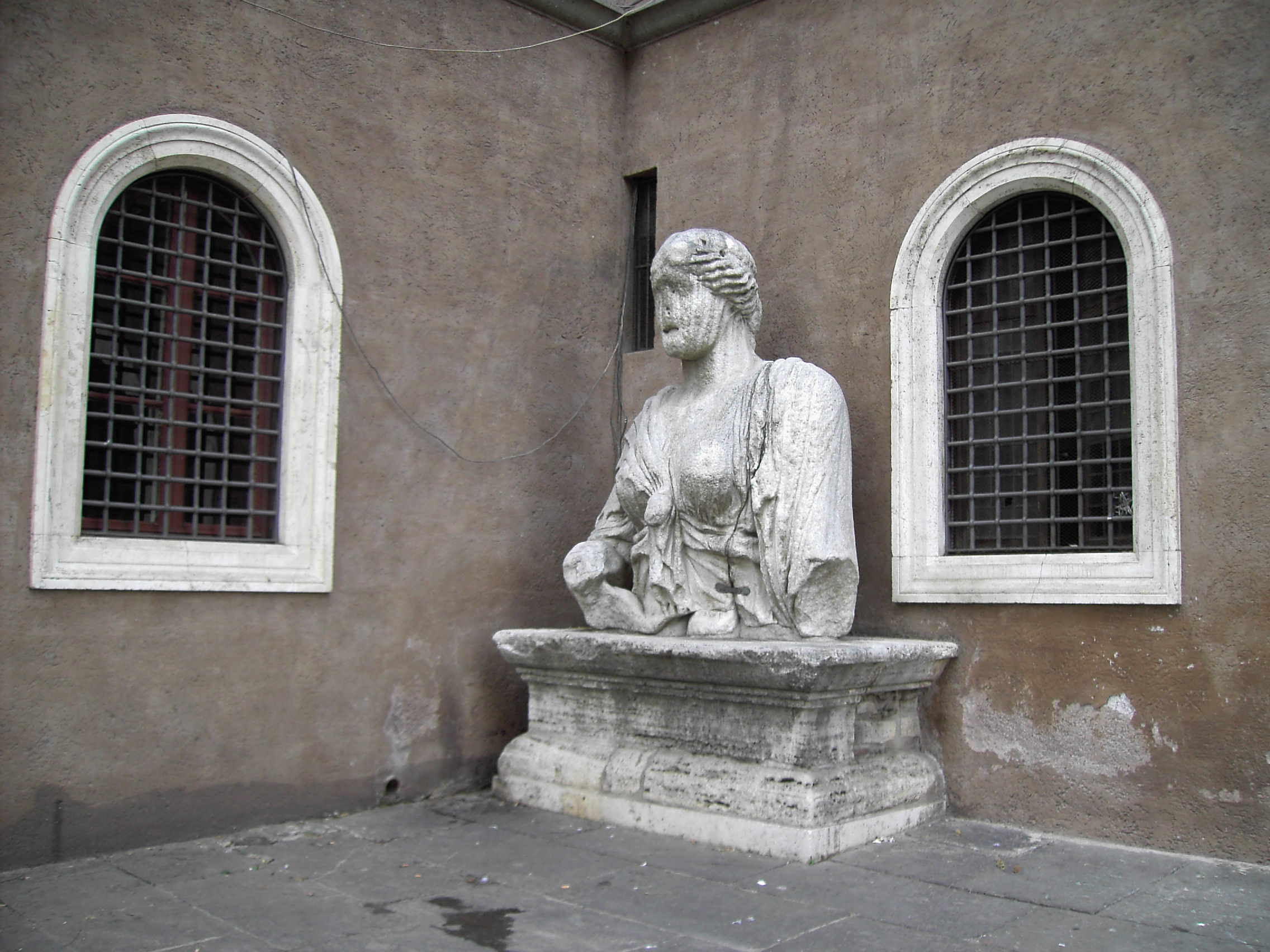
Madama Lucrezia.

Madama Lucrezia es una de las seis estatuas parlantes de Roma, la única que representa una figura femenina.
Se trata de un busto colosal, de época romana, de unos 3 metros de alto, colocado en la actualidad sobre un basamento, entre el Palazzeto Venezia y la Iglesia de San Marcos, en la plaza homónima.
Al igual que sus compañeras, es difícil identificar el personaje representado, siendo las hipótesis múltiples. La más acreditada parece que apunta a que sea la representación de la diosa Isis (o una de sus sacerdotisas), ya que el nudo del vestido sobre el pecho es una característica propia del culto de dicha diosa. El busto fue donado por Lucrezia d’Alagno, la amante de Alfonso II de Nápoles, la cual, tras la muerte de su amante, y a causa de la hostilidad de su sucesor, se retiró a Roma, viviendo en el solar donde en la actualidad se encuentra la estatua. Una confirmación de la hipótesis de la atribución del nombre de la escultura con relación a Lucrezia sería el hecho de que en el siglo XV el término madama era utilizado en Nápoles, pero no en Roma.
Como las otras cinco estatuas romanas, la Madama Lucrezia era utilizada para depositar escritos satíricos en verso, con los que el pueblo, de modo anónimo reprendía o se mofaba de los personajes públicos de la Roma del siglo XVI. 